# Neudorfer Gemeindeteich
Der Neudorfer Gemeindeteich ist ein Stauteich im mittleren Unterharz. Hinter einem Erddamm wird ein linker Zufluss der Schmalen Wipper aufgestaut. Der Teich ist Teil des Unterharzer Teich- und Grabensystems.

## Beschreibung
Der Stauteich liegt im mittleren Unterharz (Sachsen-Anhalt) am Südrand von Neudorf an der Mündung der Gemeindestraße in die Straße Pfaffenberg, die über die Dammkrone verläuft. Der Damm ist etwa 110 Meter lang und staut 6000 m³ Wasser, dessen Spiegel auf etwa 415 m ü. NN liegt. Neben dem rechten Nebenfluss eines Zuflusses der Schmalen Wipper wurde zeitweise auch der Neudorfer Graben aufgestaut. Der Abfluss erfolgt über den aufgestauten Bach in den Neudorfer kleinen Teich 1, eine Vorsperre des Neudorfer Kunst-Teichs. Die heutige Nutzung ist nicht bekannt.

## Geschichte
Die erste urkundliche Erwähnung des Neudorfer Gemeindeteichs stammt aus dem Jahr 1777. Das Jahr der Erbauung ist unbekannt, könnte aber in Zusammenhang mit dem 1761/62 erfolgtem Kauf der Nutzungsrechte des Wassers aus dem im Stolbergischen errichteten Teil des heutigen Unterharzer Teich- und Grabensystems durch Anhalt-Bernburg stehen.
1792/93 wurde die der Neudorfer Wasserhaltung planmäßig ausgebaut. Im Zuge dessen wurde die Verbindung des Anhaltischen Graben zur Schmalen Wipper getrennt und der vergleichsweise tief gelegene Grenzteich somit nicht mehr über den Silberhütter Kunstgraben mit Wasser versorgt. Stattdessen wurde 1793 der Neudorfer Gemeindeteich über den Neudorfer Graben an den Silberhütter Kunstgraben angeschlossen.
Somit konnte nicht nur die Meiseberger Radkunst beaufschlagt werden, sondern auch der Neudorfer Kunst-Teich mit zusätzlichem Wasser versorgt werden. Weiteres Wasser konnte von 1817 bis 1890 über den in den Neudorfer Graben mündenden Neuen Graben vom Kalbsaugenteich aus herangeführt werden. Nach der Einstellung des Neudorfer Bergbaus im Jahr 1903 wurde der Neudorfer Graben trockengelegt und teils zugeschüttet, so dass der Teich mit dem wenigen Wasser aus dem zufließenden Bach auskommen muss. Danach wurde er nur noch als Feuerlösch- und Fischteich genutzt.